# Hans Helmut Hiebel
Hans Helmut Hiebel, auch Hans Hiebel bzw. Hans H. Hiebel (* 18. Mai 1941 in Reichenberg), ist ein deutscher Germanist und Professor für Neuere Deutsche Literatur an der Universität Graz. Er wurde 2009 emeritiert.

## Leben
Hiebel studierte von 1961 bis 1972 an der Universität Erlangen.
Er promovierte 1972 und habilitierte sich 1982 an der Universität Erlangen mit der Venia „Neuere deutsche Literatur“. Er wurde 1985 als ordentlicher Professor an die Universität Graz berufen. Zu seinen Schwerpunkten gehören die Literatur des 18. und des 20. Jahrhunderts, Poetik, Dichtungstheorie und literarische Hermeneutik. Franz Kafka war Gegenstand seiner Habilitationsschrift.

## Werke

### Bücher
- Individualität und Totalität. Zur Geschichte und Kritik des bürgerlichen Poesiebegriffs von Gottsched bis Hegel anhand der Theorien über Epos und Roman. Bonn 1974 (= Leicht umgearbeitete Dissertation des Titels „Die deutsche Epos- und Romantheorie im 18. Jahrhundert“, Diss. Erlangen 1972); (2. Aufl. Bonn 1980).
- Dichtung – Theorie und Deutung. Eine ästhetische Propädeutik. München 1976.
- Die Zeichen des Gesetzes. Recht und Macht bei Franz Kafka, München 1983, 2. Aufl., München 1989 (= leicht umgearbeitete und stark gekürzte Habilitationsschrift des Titels „Franz Kafka. Konfigurationen des Rechts, der Macht und des Begehrens“, Erlangen 1982).
- Franz Kafka – „Ein Landarzt“. München 1984 (= UTB 1289).
- Franz Kafka. Kafkas Roman „Der Prozeß“ und seine Erzählungen „Das Urteil“, „Die Verwandlung“, „In der Strafkolonie“ und „Ein Landarzt“: Begehren, Macht, Recht. Auf dem französischen Strukturalismus (Lacan, Barthes, Foucault, Derrida) beruhende Textanalysen, Hagen 1987, 2. Aufl. 1998 (=  Lehrbrief der Fernuniversität Hagen).
- Franz Kafka: Form und Bedeutung. Formanalysen und Interpretationen von ‚Vor dem Gesetz’, ‚Das Urteil‘, ‚Bericht für eine Akademie’, ‚Ein Landarzt’, ‚Der Bau’, ‚Der Steuermann’, ‚Prometheus’, ‚Der Verschollene’, ‚Der Proceß’ und ausgewählten Aphorismen, Würzburg 1999.
- Henrik Ibsens psycho-analytische Dramen. Die Wiederkehr der Vergangenheit. München 1990.
- Das Spektrum der modernen Poesie. Interpretationen deutschsprachiger Lyrik 1900–2000 im internationalen Kontext der Moderne. Teil I (1900–1945), Würzburg 2005.
- Das Spektrum der modernen Poesie. Interpretationen deutschsprachiger Lyrik 1900–2000 im internationalen Kontext der Moderne. Teil II (1945–2000), Würzburg 2006.
- Die Metaphern des Karl Marx. Eine etwas andere »Kapital«-Lektüre, Hamburg 2019.
- Leuchttürme. Prosagedichte. Keiper, Graz 2019. ISBN 978-3-903144-86-6.

### Als Herausgeber
- Gottfried Zeißig. Die Ueberwindung der Rede im Drama. Mit einer wissenschaftsgeschichtlichen Studie des Herausgebers [H. H. Hiebel]: Auktoriales und personales Drama. Bielefeld: 1990
- Kleine Mediengeschichte. Von den ersten Schriftzeichen zum Mikrochip. München 1997

### Als Mitherausgeber
- Die Parabel. Parabolische Formen in der deutschen Dichtung des 20. Jahrhunderts. Frankfurt a. M. 1986 (= stm 2060)

- Medien und Maschinen. Literatur im technischen Zeitalter, Freiburg i. Br. 1991 (zus. m. Theo Elm)

### Als Mitverfasser
- Die Medien. Logik – Leistung – Geschichte. [Zu den Verfahren der Speicherung und Übertragung von Schrift, Bild und Ton], München 1998 (= UTB 2029)

- Große Medienchronik. [Technik und Leistung, Entstehung und Geschichte neuzeitlicher Medien. Zu den Verfahren der Speicherung und Übertragung, Aufnahme, Vervielfältigung und Bearbeitung von Schrift, Bild, Zahl und Ton.] München 1999

### Als Übersetzer
Michel Dentan: Der Humor im Werk Franz Kafkas. Wien, Berlin 2012

### Aufsätze
- Über Franz Kafka. H. M. Enzensberger, Georg Büchner, Robert Walser, Samuel Beckett. Das Bürgerliche Trauerspiel, Die Medien, Poetik des Dramas, Poststrukturalismus, Jacques Lacan, Psychoanalyse und Literatur